# Excel (Alabama)
Excel és una població dels Estats Units a l'estat d'Alabama. Segons el cens del 2000 tenia 582 habitants.

## Demografia
Segons el cens del 2000, Excel tenia 582 habitants, 226 habitatges, i 166 famílies. La densitat de població era de 136,2 habitants/km².
Dels 226 habitatges en un 35,4% hi vivien nens de menys de 18 anys, en un 59,3% hi vivien parelles casades, en un 12,8% dones solteres, i en un 26,5% no eren unitats familiars. En el 24,8% dels habitatges hi vivien persones soles el 13,3% de les quals corresponia a persones de 65 anys o més que vivien soles. El nombre mitjà de persones vivint en cada habitatge era de 2,58 i el nombre mitjà de persones que vivien en cada família era de 3,09.
Per edats la població es repartia de la següent manera: un 26,3% tenia menys de 18 anys, un 10,8% entre 18 i 24, un 29,2% entre 25 i 44, un 21% de 45 a 60 i un 12,7% 65 anys o més.
L'edat mediana era de 35 anys. Per cada 100 dones hi havia 92,7 homes. Per cada 100 dones de 18 o més anys hi havia 79,5 homes.
La renda mediana per habitatge era de 33.214 $ i la renda mediana per família de 41.667 $. Els homes tenien una renda mediana de 31.058 $ mentre que les dones 22.143 $. La renda per capita de la població era de 16.158 $. Aproximadament el 7,7% de les famílies i el 7,3% de la població estaven per davall del llindar de pobresa.

## Poblacions més properes
El següent diagrama mostra les poblacions més properes.